# راکلیف فلوس
راکلیف فلوس (انگلیسی: Rockliffe Fellowes؛ ۱۷ مارس ۱۸۸۳ – ۲۸ ژانویهٔ ۱۹۵۰) یک هنرپیشه اهل کانادا بود. وی بین سال‌های ۱۹۰۷ تا ۱۹۳۴ میلادی فعالیت می‌کرد.
از فیلم‌ها یا برنامه‌های تلویزیونی که وی در آن نقش داشته است می‌توان به بازآیش اشاره کرد.